# Cryosophila

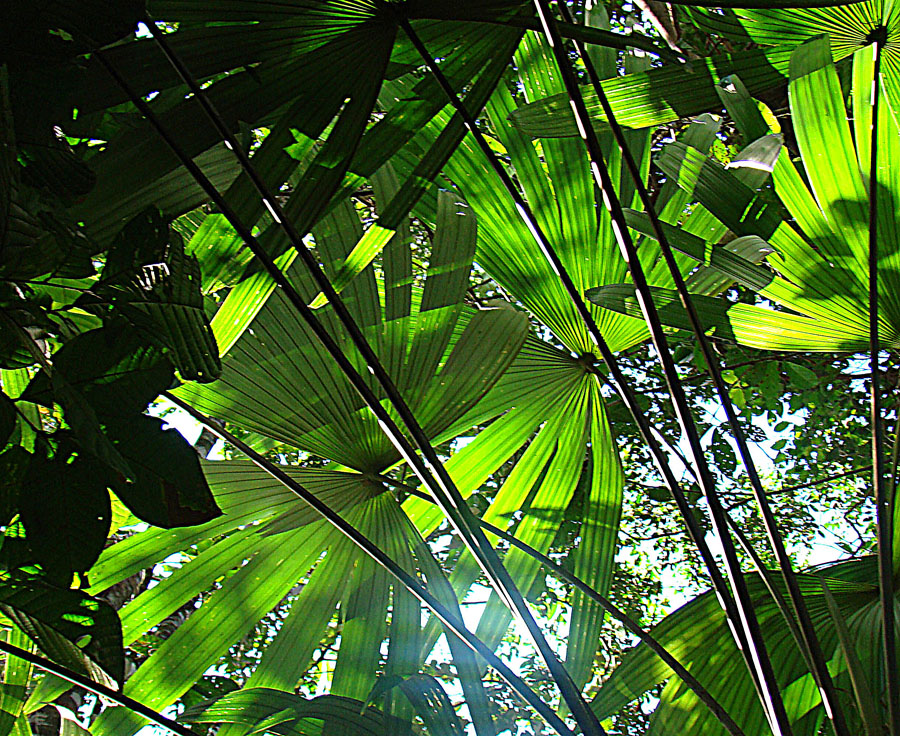
Listy Cryosophila kalbreyeri

Cryosophila je rod palem, zahrnující 10 druhů. Je rozšířen v tropické Americe od Mexika po Kolumbii. Jsou to středně velké palmy s dlanitými listy a solitérním přímým kmenem. Kmen bývá pokrytý charakteristickými dlouhými ostny kořenového původu. Květy jsou drobné a oboupohlavné, plody bílé. Význam je jen lokální a jako okrasné palmy se pěstují poměrně zřídka.

## Popis
Zástupci rodu Cryosophila jsou středně velké, solitérní, ostnité, jednodomé palmy, dorůstající výšky max. do 15 metrů. Kmen je přímý, štíhlý nebo i tlustší. Bývá řídce nebo hustě pokrytý dlouhými a nezřídka i větvenými ostny kořenového původu. Listy Jsou dlanité, induplikátní, členěné téměř až ke středu na vícekrát přeložené segmenty, které se dále od středu dále dělí na jednoduše přeložené segmenty. Listy jsou rubu bíle plstnaté. Listové pochvy jsou vláknité.
Řapík je dlouhý, s rovným okrajem bez ostnů. Lícová hastula je trojúhelníkovitá, rubová úzká nebo chybí.
Květenství jsou větvená do 2. řádu, zahnutá až svěšená, vyrůstající mezi bázemi listů.
Květy jsou drobné, oboupohlavné. Okvětí je trojčetné, kališní lístky jsou úzce vejčité až trojúhelníkovité, na bázi srostlé, korunní na vrcholu zaokrouhlené a volné, o něco delší než kalich. Tyčinek je 6. Nitky jsou ploché, do poloviny nebo i více srostlé v trubičku. Gyneceum je složeno ze 3 volných plodolistů. Čnělka je protáhlá, vyčnívající z květu.
Plody jsou bílé, hladké, na vrcholu se zbytky čnělky. Mezokarp je poněkud dužnatý, endokarp blanitý. Semena jsou kulovitá.

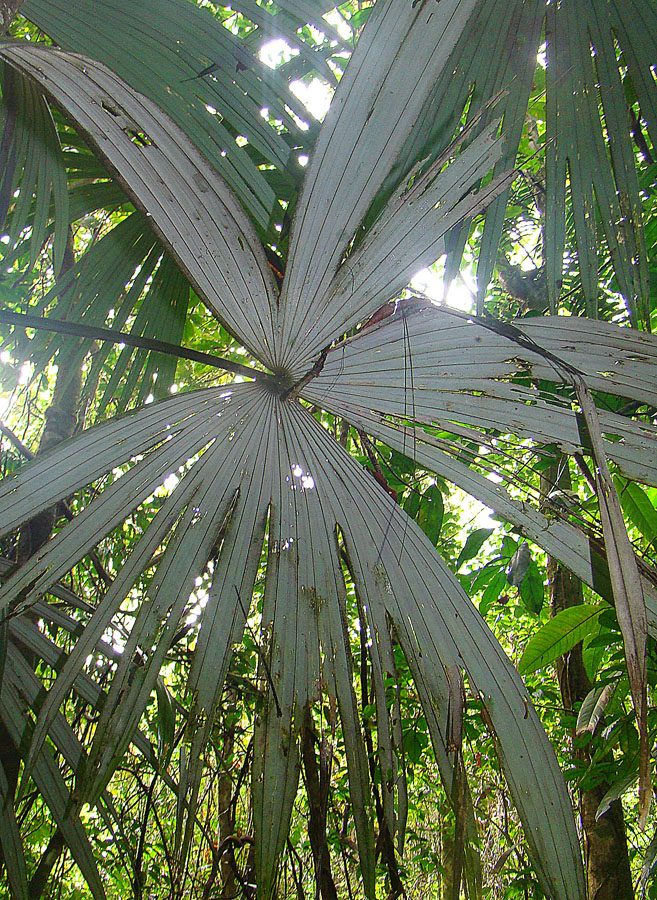
Spodní strana listu C. warscewiczii
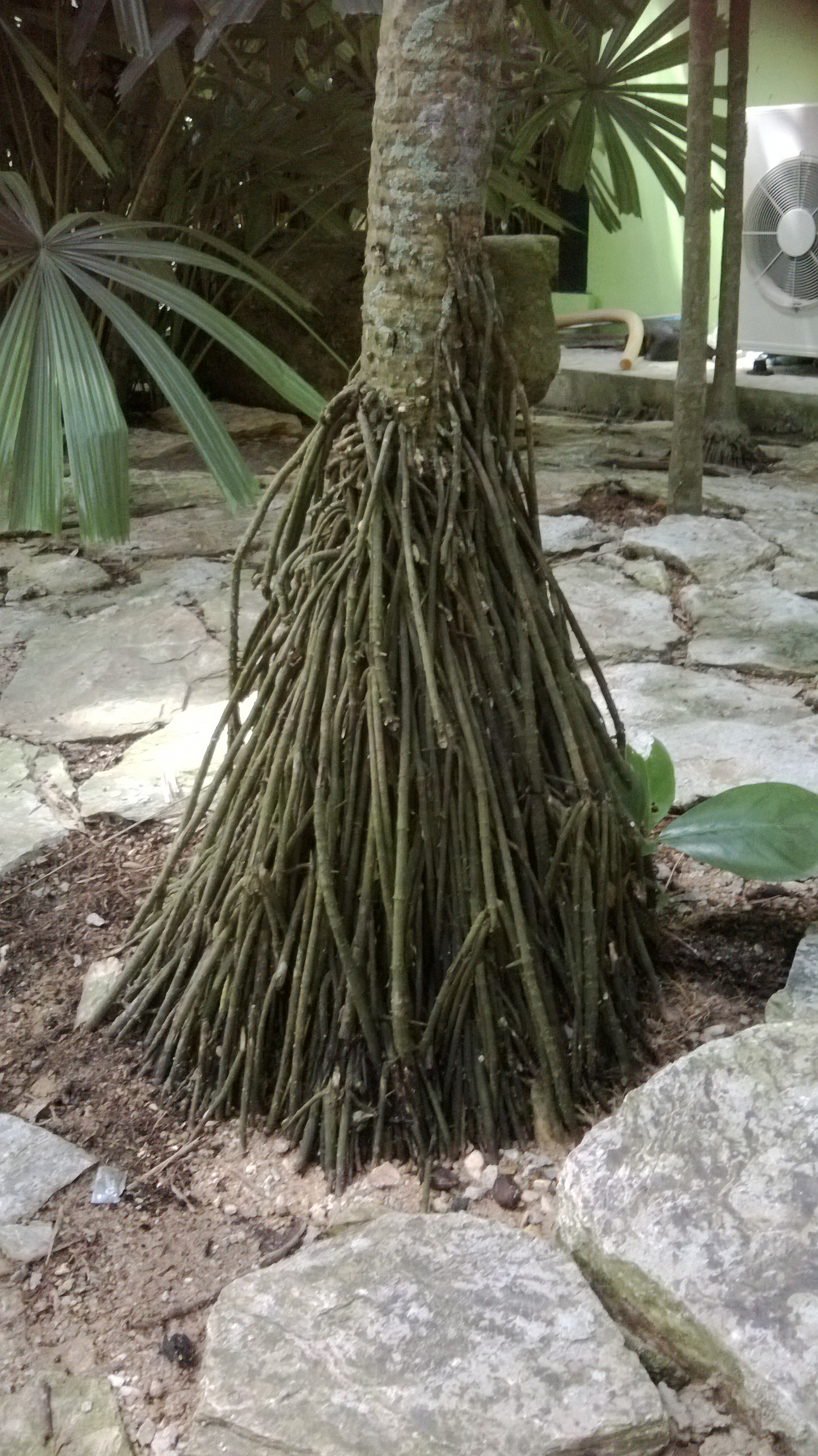
Báze kmene C. albida s věncem kořenů
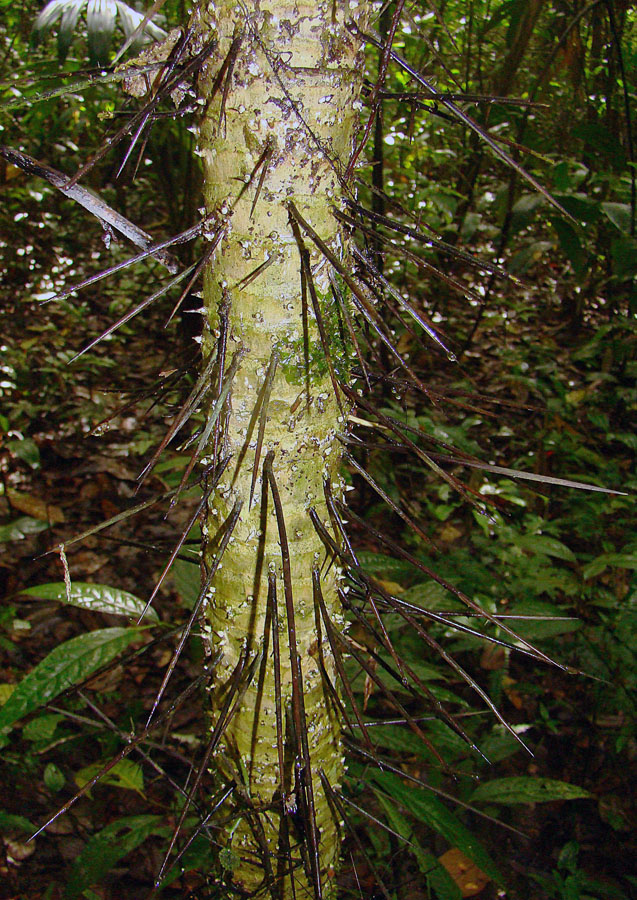
Ostnitý kmen C. warscewiczii
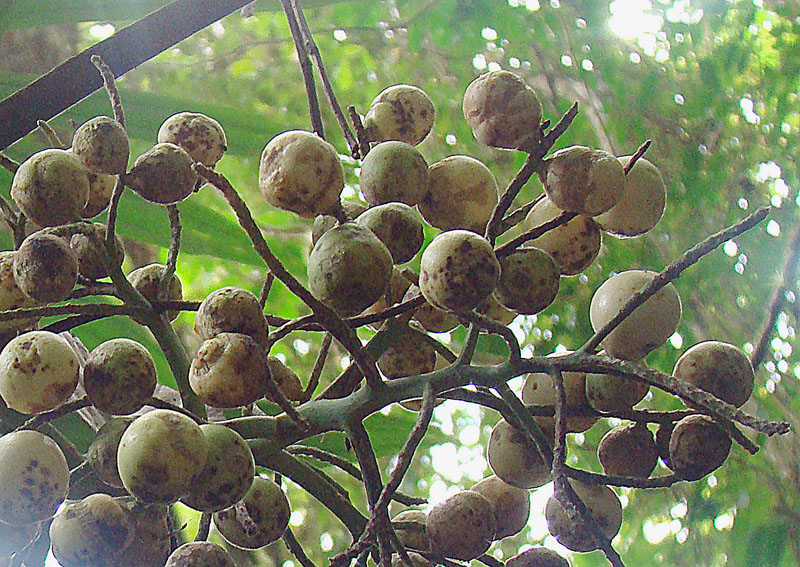
Plody C. warscewiczii

## Rozšíření
Rod zahrnuje 10 druhů. Je rozšířen v tropické Americe od severozápadního Mexika přes Střední Ameriku po Kolumbii. Na Karibských ostrovech se nevyskytuje. Většina druhů roste v podrostu tropického deštného lesa v nadmořských výškách do 1200 metrů. Druh C. nana se vyskytuje v suchých opadavých lesích při tichomořském pobřeží Mexika od jihu státu Sinaloa téměř po hranici s Guatemalou a vystupuje do nadmořských výšek až 1700 metrů. Rovněž druhy C. kalbreyeri a C. stauracantha rostou v suchých lesích. Některé druhy rostou na vápenatých půdách, jiné jsou kyselomilné.

## Taxonomie
Rod Cryosophila je v rámci systému palem řazen do podčeledi Coryphoideae a tribu Cryosophileae. Nejblíže příbuzným rodem je podle výsledků molekulárních studií Schippia.

## Význam
Některé druhy jsou poměrně zřídka pěstovány jako okrasné palmy. Jsou poměrně nenáročné a přizpůsobivé různým půdním podmínkám. V tropech a teplých oblastech subtropů se pěstuje např. C. warscewiczii, pocházející z Panamy. Mexický suchomilný druh C. nana byl dříve pěstován v palmáriích. Listy C. guagara se používají lokálně jako střešní krytina, růstový vrchol C. williamsii poskytuje palmové zelí.